# Licence de pilote commercial
Pour les articles homonymes, voir CPL.
La licence de pilote commercial, en anglais Commercial Pilot Licence (CPL) (en Europe) ou Commercial Pilot Certificate (aux États-Unis) est une licence qui permet, en tant que pilote, de faire du transport à but commercial, contrairement à la licence de pilote privé.

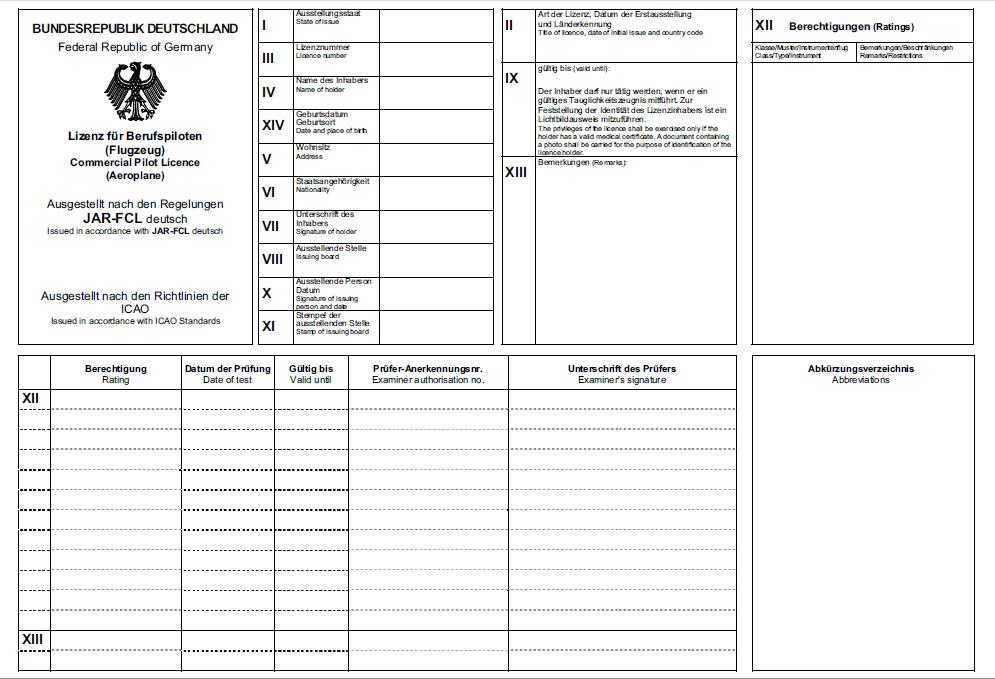
Licence de pilote commercial allemande.

Différents types de licences de pilotage commercial sont délivrés pour les grandes catégories d'aéronefs : avions, hélicoptères, ballons dirigeables, montgolfières…
La licence CPL se compose d'un examen théorique sous forme de QCM, dont sont toutefois dispensés les pilotes déjà titulaires d'une licence théorique de pilote de ligne, ainsi que d'un minimum de 150 heures d'instruction pratique (dont 5 peuvent être effectuées sur un simulateur) pour une formation intégrée CPL, suivies d'un examen pratique. Cependant, les futurs pilotes de ligne suivent presque tous soit une formation intégrée ATPL ou une formation modulaire ATPL. La première nécessite 195 heures de formation pratique (dont 55 heures peuvent être effectuées sur un simulateur).
Un pilote détenant cette licence doit obtenir une qualification IR afin de voler selon les règles de vol aux instruments.
En France, la licence CPL avion (CPL/A) est enregistrée en tant que niveau 4 au sein du répertoire national des certifications professionnelles.